# Gustave Martelet
Gustave Martelet SJ (* 24. September 1916 in Lyon; † 14. Januar 2014 in Paris) war ein französischer Theologe.

## Leben
Gustave Martelet war über fünfzig Jahre lang Professor in Lyon, Paris und Rom, unter anderem an der Päpstlichen Universität Gregoriana und dem Centre Sèvres. Er nahm als Konzilstheologe der französischsprachigen Bischöfe Westafrikas am Zweiten Vatikanischen Konzil teil. Mit Karl Rahner und Joseph Ratzinger verfasste er für die Dogmatische Konstitution Lumen gentium Textentwürfe zur Kollegialität von Papst und Bischöfen und zum Ständigen Diakonat. Daraufhin wurden die drei von Kardinal Alfredo Ottaviani scharf angegriffen.
Martelet galt als Experte für Leben und Werk von Teilhard de Chardin. Er veröffentlichte zahlreiche Bücher und Aufsätze, insbesondere zu Themen der Christologie, der Offenbarung und der Auferstehung Jesu Christi.
Martelet war Mitglied der Internationalen Theologenkommission.

## Ehrungen
2013 erhielt Gustave Martelet den Prix du Cardinal-Grente der Académie française.